# Stadtbahn Granada
Die Stadtbahn Granada (spanisch Metro de Granada) ist eine Stadtbahnstrecke in der südspanischen Stadt Granada und deren Umgebung. Die 15,9 km lange Strecke wurde nach zehnjähriger Bauzeit 2017 eröffnet.

## Geschichte
Der Bau der Linie begann 2007. Ursprünglich sollte die Stadtbahn bereits im Jahr 2012 eröffnet werden. Im Mai 2011 waren 73 % der Strecke fertiggestellt. Doch als Folge der spanischen Finanzkrise standen statt der ursprünglichen 502 Millionen Euro nur 250 Millionen Euro zur Verfügung. Im Jahr 2012 sicherte die Europäische Investitionsbank für die restlichen Mittel ein Darlehen in Höhe von 260 Millionen Euro zu. Die Fertigstellung war mehrfach verschoben worden, so wurde beispielsweise im März 2017 diese für Mitte Mai 2017 angekündigt. Am 21. März 2017 begann der Testbetrieb. Die Eröffnung erfolgte schließlich am 21. September 2017.

## Strecke

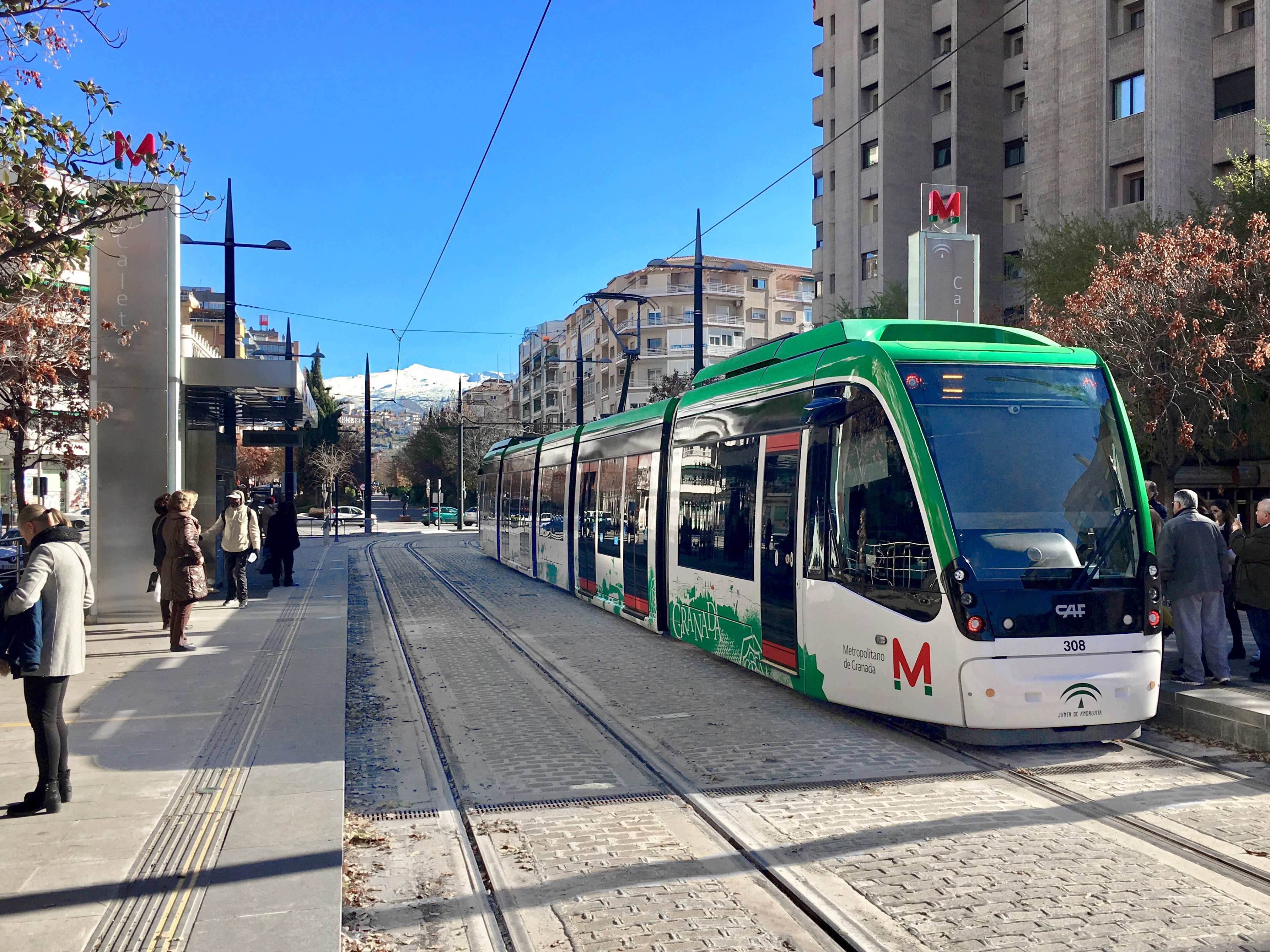
An der Station Caleta

Die Strecke verläuft im Wesentlichen in Nord-Süd-Richtung: Die Linie beginnt im Norden, in der Kleinstadt Albolote (zwei Haltestellen), durchquert anschließend Maracena (drei Haltestellen) und erreicht dann Granada (18 Haltestellen), um schließlich in Armilla zu enden (drei Haltestellen).
Der unterirdische Streckenabschnitt von 2,7 km Länge liegt im Zentrum Granadas und verläuft unter den Hauptverkehrsachsen Camino de Ronda und Avenida de América. Der Rest der Strecke, 83 %, verläuft oberirdisch, teilweise auch im Straßenkörper. Die Streckenlänge beträgt 15,9 km.
Die Strecke besitzt vier oberleitungsfreie Abschnitte mit einer Gesamtlänge von fast 4700 m:
- zwischen Albolote und Maracena: 1016 m
- zwischen  Villarejo und Universidad: 1250 m
- zwischen Hípica und Palacio de los Deportes: 870 m
- zwischen Fernando de los Ríos und Armilla: 1560 m

Der Betriebshof befindet sich im nördlichen Teil der Strecke zwischen den Haltestellen Cerillo Maracena und Maracena parallel zur Autobahn A-44.

## Fahrzeuge
Es sind 15 Einheiten CAF Urbos 3 im Einsatz, die mit dem System ACR (Acumulador de Carga Rápida) ausgerüstet sind. ACR speichert elektrische Energie und liefert sie auf oberleitungsfreien Abschnitten an die Fahrmotoren.

## Betrieb
Die Fahrzeuge der Metro Granada sind von 6:30 Uhr bis 23:00 Uhr unterwegs. An den Abenden vor Sonn- und Feiertagen sowie am Freitagabend fahren sie bis 2:00 Uhr nachts. Zunächst fahren die Bahnen mit einem zeitlichen Abstand von mindestens elf Minuten, zu Stoßzeiten werden die Intervalle auf acht Minuten verkürzt.

## Weiterer Ausbau
Aufgrund der über den Erwartungen liegenden Nachfrage gibt es Überlegungen zu einem Ausbau hin zu einem Stadtbahnsystem. Dabei waren folgende Verlängerungen im Gespräch, die meistens die bis 1974 bestehenden Anbindungen durch die Überlandstrecken wieder aufgreifen:
- im Süden
  - ab Armilla nach Westen über Churriana de la Vega und Las Gabias bis Cúllar Vega[12] (6,1 km)[13]
  - ab Armilla nach Südwesten bis Alhendín (4,9 km)[13] bzw. von dort weiter bis  Villa de Otura[12]
  - im Südosten eine Strecke über Huétor Vega, Monachil und La Zubia bis Ogíjares (10,1 km),[13] ggf. auch zusätzlich Cájar und Gójar anbindend und mit Ringschluss nach Norden bis Armilla[12]
- im Zentrum
  - parallel zum Paseo del Violón durch die Innenstadt und über die Gran Vía de Colón zur Haltestelle Villarejo und weiter nach Westen über Santa Fe bis zum Flughafen Granada-Jaén (18,9 km) bzw. ab der Haltestelle Caleta eine Stichstrecke nach Osten über die Gran Vía de Colón bis ins Stadtzentrum[12]
  - ab der Haltestelle Jaén nach Norden bis Peligros (4,5 km),[13] ggf. unter Anbindung von Pulianas[12]
- im Norden von Albolote
  - nach Westen und Süden über Atarfe nach Santa Fe[12]
  - nach Westen und Norden über Atarfe nach Pinos Puente (10,2 km)[13]

Stand Januar 2022 geplante Erweiterungen der Stadtbahn Granada.
Aktuelle Linie 1
Linie 2
Ringlinie 3

Da die Kosten für die aufgeführten Erweiterungen einschließlich der erforderlichen zusätzlichen Fahrzeuge bereits 2018 bei über einer Milliarde Euro lagen, ist die Realisierung in diesem Umfang unwahrscheinlich. Stand Anfang 2022 werden die in der nebenstehenden Grafik erkennbaren Ergänzungen (Schleife durch die Innenstadt, Verlängerungen im Norden und Süden) weiter geplant, sie sollen bis 2030 realisiert sein.